# Pseudopanthera aureoadflava
Pseudopanthera aureoadflava là một loài bướm đêm trong họ Geometridae.